# Élections municipales de 2013 dans La Haute-Yamaska
 (signalé en août 2025).
Si vous disposez d'ouvrages ou d'articles de référence ou si vous connaissez des sites web de qualité traitant du thème abordé ici, merci de compléter l'article en donnant les références utiles à sa vérifiabilité et en les liant à la section « Notes et références ».
- Archive Wikiwix
- Bing
- Cairn
- DuckDuckGo
- E. Universalis
- Gallica
- Google
- G. Books
- G. News
- G. Scholar
- Persée
- Qwant
- (zh) Baidu
- (ru) Yandex
- (wd) trouver des œuvres sur Wikidata

Cet article concerne les élections municipales de 2013 en Estrie dans la municipalité régionale de comté de La Haute-Yamaska.

## Granby
| Candidats pour la mairie       | Vote   | %     |
| ------------------------------ | ------ | ----- |
| Pascal Bonin                   | 11 391 | 44,29 |
| Richard Goulet (Sortant)       | 9 748  | 37,90 |
| Éliette Jenneau                | 2 776  | 10,79 |
| Louise Bruneau                 | 984    | 3,83  |
| Denny O'Breham                 | 590    | 2,29  |
| Carl Bouvier                   | 230    | 0,89  |
| Taux de participation : 51,7 % |        |       |

| Candidats conseiller #1          | Vote | %     |
| -------------------------------- | ---- | ----- |
| Stéphane Giard                   | 928  | 36,48 |
| André Leclerc                    | 885  | 34,79 |
| Louise Brodeur Comeau (Sortante) | 731  | 28,73 |

| Candidats conseiller #2 | Vote  | %     |
| ----------------------- | ----- | ----- |
| Jean-Luc Nappert        | 1 453 | 44,91 |
| Philip Paquin           | 905   | 27,98 |
| Martin Nadeau           | 481   | 14,87 |
| Richard Dubé            | 396   | 12,24 |

| Candidats conseiller #3 | Vote  | %     |
| ----------------------- | ----- | ----- |
| Pierre Breton (Sortant) | 2 101 | 65,66 |
| Denyse Tremblay         | 1 099 | 34,34 |

| Candidats conseiller #4  | Vote  | %     |
| ------------------------ | ----- | ----- |
| Jocelyn Dupuis           | 1 054 | 38,44 |
| Patrick Girard (Sortant) | 924   | 33,70 |
| Sylvianne René           | 433   | 15,79 |
| Sébastien Bessette       | 229   | 8,35  |
| Marcel Froment           | 102   | 3,72  |

| Candidats conseiller #5   | Vote | %     |
| ------------------------- | ---- | ----- |
| Joël Desmarais            | 947  | 37,25 |
| Kevin Champagne           | 752  | 29,58 |
| Denis Choinière (Sortant) | 529  | 20,81 |
| Stéphane Mailloux         | 314  | 12,35 |

| Candidats conseiller #6 | Vote | %     |
| ----------------------- | ---- | ----- |
| Serge Ruel (Sortant)    | 648  | 29,89 |
| Alain Ménard            | 626  | 28,87 |
| Annie Prémont           | 515  | 23,75 |
| Lise Des greniers       | 379  | 17,48 |

| Candidats conseiller #7     | Vote | %     |
| --------------------------- | ---- | ----- |
| Robert Riel                 | 532  | 27,93 |
| Rodolfo Emilio Patino Conde | 512  | 26,88 |
| Réjean Chabot               | 434  | 22,78 |
| Marc Brodeur                | 385  | 20,21 |
| Rénald Perreault            | 42   | 2,20  |

| Candidats conseiller #8 | Vote | %     |
| ----------------------- | ---- | ----- |
| Éric Duchesneau         | 750  | 32,48 |
| Steve Brochu            | 572  | 24,77 |
| Bruno Junior St-Amand   | 538  | 23,30 |
| Guy Gaudord (Sortant)   | 449  | 19,45 |

| Candidats conseiller #9  | Vote | %     |
| ------------------------ | ---- | ----- |
| Robert Vincent           | 928  | 36,48 |
| Yves Pronovost (Sortant) | 655  | 27,60 |
| Elise Racine             | 641  | 27,01 |
| Denis Gobeil             | 275  | 11,59 |

| Candidats conseiller #10 | Vote | %     |
| ------------------------ | ---- | ----- |
| Michel Mailhot (Sortant) | 734  | 29,70 |
| Eric Le Sieur            | 727  | 29,42 |
| Catherine Baudin         | 532  | 21,53 |
| Josée Melançon           | 478  | 19,34 |

## Roxton Pond
| Candidats pour la mairie  | Vote            | %               |
| ------------------------- | --------------- | --------------- |
| Raymond Loignon (Sortant) | Sans opposition | Sans opposition |

| Candidats conseiller #1 | Vote | %     |
| ----------------------- | ---- | ----- |
| André Côté (Sortant)    | 189  | 65,85 |
| Lison Châtelain         | 98   | 34,15 |

| Candidats conseiller #2   | Vote            | %               |
| ------------------------- | --------------- | --------------- |
| Pierre Papineau (Sortant) | Sans opposition | Sans opposition |

| Candidats conseiller #3  | Vote            | %               |
| ------------------------ | --------------- | --------------- |
| Richard Comeau (Sortant) | Sans opposition | Sans opposition |

| Candidats conseiller #4           | Vote | %     |
| --------------------------------- | ---- | ----- |
| Pascal Lamontagne                 | 135  | 51,53 |
| Jeannette C. Rainville (Sortante) | 127  | 48,47 |

| Candidats conseiller #5    | Vote | %     |
| -------------------------- | ---- | ----- |
| Sylvain Hainault           | 131  | 58,74 |
| Sylvain Brosseau (Sortant) | 92   | 41,26 |

| Candidats conseiller #5 | Vote | %     |
| ----------------------- | ---- | ----- |
| Pierre Fontaine         | 209  | 92,07 |
| Tony Van Doorn          | 18   | 7,93  |

## Saint-Alphonse-de-Granby
| Candidats pour la mairie  | Vote            | %               |
| ------------------------- | --------------- | --------------- |
| Marcel Gaudreau (Sortant) | Sans opposition | Sans opposition |

| Candidats conseiller #1    | Vote            | %               |
| -------------------------- | --------------- | --------------- |
| François Vadnais (Sortant) | Sans opposition | Sans opposition |

| Candidats conseiller #2   | Vote            | %               |
| ------------------------- | --------------- | --------------- |
| Suzanne Colgan (Sortante) | Sans opposition | Sans opposition |

| Candidats conseiller #3    | Vote | %     |
| -------------------------- | ---- | ----- |
| Nathalie Gauvin (Sortante) | 707  | 80,25 |
| Denis Blanchard            | 174  | 19,75 |

| Candidats conseiller #4 | Vote | %     |
| ----------------------- | ---- | ----- |
| Bertrand Dubé           | 624  | 71,23 |
| Happi Keundjeu          | 252  | 28,77 |

| Candidats conseiller #5 | Vote | %     |
| ----------------------- | ---- | ----- |
| Suzanne Choinière       | 579  | 65,06 |
| Robert Lessard          | 311  | 34,94 |

| Candidats conseiller #6 | Vote | %     |
| ----------------------- | ---- | ----- |
| Alexandre Picard        | 392  | 44,24 |
| Denis Roy               | 348  | 39,28 |
| Normand Carrier         | 146  | 16,48 |

## Saint-Joachim-de-Shefford
| Candidats pour la mairie       | Vote | %     |
| ------------------------------ | ---- | ----- |
| René Beauregard (Sortant)      | 582  | 85,34 |
| France Lapointe                | 100  | 14,66 |
| Taux de participation : 66,7 % |      |       |

| Candidats conseiller #1               | Vote | %     |
| ------------------------------------- | ---- | ----- |
| Micheline Beauregard Dalpé (Sortante) | 556  | 82,37 |
| Gilles Turcotte                       | 119  | 17,63 |

| Candidats conseiller #2  | Vote | %     |
| ------------------------ | ---- | ----- |
| Pierre Daigle (Sortante) | 467  | 70,01 |
| Pierre Lacasse           | 200  | 29,99 |

| Candidats conseiller #3 | Vote            | %               |
| ----------------------- | --------------- | --------------- |
| Caroline Blanchard      | Sans opposition | Sans opposition |

| Candidats conseiller #4     | Vote | %     |
| --------------------------- | ---- | ----- |
| Christian Marois (Sortante) | 548  | 81,67 |
| Claude Forand               | 123  | 18,33 |

| Candidats conseiller #5      | Vote | %     |
| ---------------------------- | ---- | ----- |
| François Lamoureux (Sortant) | 524  | 78,21 |
| Kevin Casavant               | 146  | 21,79 |

| Candidats conseiller #6      | Vote | %     |
| ---------------------------- | ---- | ----- |
| Johanne Desabrais (Sortante) | 513  | 76,34 |
| Jean-François Choquette      | 159  | 23,66 |

## Sainte-Cécile-de-Milton
| Candidats pour la mairie | Vote            | %               |
| ------------------------ | --------------- | --------------- |
| Paul Sarrazin            | Sans opposition | Sans opposition |

| Candidats conseiller #1  | Vote            | %               |
| ------------------------ | --------------- | --------------- |
| Richard Pigeon (Sortant) | Sans opposition | Sans opposition |

| Candidats conseiller #2 | Vote | %     |
| ----------------------- | ---- | ----- |
| Sylvain Roy (Sortant)   | 225  | 59,06 |
| Sylvain Goyette         | 156  | 40,94 |

| Candidats conseiller #3           | Vote | %     |
| --------------------------------- | ---- | ----- |
| Johanna Maria Fehlmann (Sortante) | 259  | 68,88 |
| Paul Borduas                      | 117  | 31,12 |

| Candidats conseiller #4               | Vote            | %               |
| ------------------------------------- | --------------- | --------------- |
| Jacqueline Lussier Meunier (Sortante) | Sans opposition | Sans opposition |

| Candidats conseiller #5  | Vote            | %               |
| ------------------------ | --------------- | --------------- |
| Claude Lussier (Sortant) | Sans opposition | Sans opposition |

| Candidats conseiller #6  | Vote            | %               |
| ------------------------ | --------------- | --------------- |
| Marilyne Rodrigue-Trudel | Sans opposition | Sans opposition |

## Shefford
| Candidats pour la mairie       | Vote  | %     |
| ------------------------------ | ----- | ----- |
| André Pontbriand (Sortant)     | 1 089 | 57,41 |
| Yves Gosselin                  | 615   | 32,42 |
| Xavier Guillaud                | 19    | 10,17 |
| Taux de participation : 35,5 % |       |       |

| Candidats conseiller #1  | Vote            | %               |
| ------------------------ | --------------- | --------------- |
| Denis Papineau (Sortant) | Sans opposition | Sans opposition |

| Candidats conseiller #2 | Vote  | %     |
| ----------------------- | ----- | ----- |
| Johanne Boisvert        | 1 091 | 59,46 |
| Denis Morin             | 413   | 22,51 |
| Stephane Vanier         | 331   | 18,04 |

| Candidats conseiller #3    | Vote  | %     |
| -------------------------- | ----- | ----- |
| Jérôme Ostiguy             | 1 211 | 66,65 |
| Donald Tetreault (Sortant) | 606   | 33,35 |

| Candidats conseiller #4 | Vote            | %               |
| ----------------------- | --------------- | --------------- |
| Pierre Martin (Sortant) | Sans opposition | Sans opposition |

| Candidats conseiller #5 | Vote  | %     |
| ----------------------- | ----- | ----- |
| Eric Chagnon            | 1 333 | 72,96 |
| Robert Ledoux (Sortant) | 494   | 27,04 |

| Candidats conseiller #6  | Vote  | %     |
| ------------------------ | ----- | ----- |
| Michael Vautour          | 1 084 | 59,36 |
| Claude Lallier (Sortant) | 742   | 40,64 |

## Warden
| Candidats pour la mairie  | Vote            | %               |
| ------------------------- | --------------- | --------------- |
| Philip Tétrault (Sortant) | Sans opposition | Sans opposition |

| Candidats conseiller #1 | Vote | %     |
| ----------------------- | ---- | ----- |
| Serge Blanchard         | 97   | 54,49 |
| Luc Filiatrault         | 81   | 45,51 |

| Candidats conseiller #2    | Vote            | %               |
| -------------------------- | --------------- | --------------- |
| Normande Hébert (Sortante) | Sans opposition | Sans opposition |

| Candidats conseiller #3        | Vote            | %               |
| ------------------------------ | --------------- | --------------- |
| Jean-Claude Beaumont (Sortant) | Sans opposition | Sans opposition |

| Candidats conseiller #4   | Vote            | %               |
| ------------------------- | --------------- | --------------- |
| Barbara Talbot (Sortante) | Sans opposition | Sans opposition |

| Candidats conseiller #5 | Vote | %     |
| ----------------------- | ---- | ----- |
| Suzie Jetté             | 114  | 64,04 |
| Sylvain Duceppe         | 64   | 35,96 |

| Candidats conseiller #6    | Vote            | %               |
| -------------------------- | --------------- | --------------- |
| Pierre Stratford (Sortant) | Sans opposition | Sans opposition |

## Waterloo
| Partis                         | Partis                                    | Candidats pour la mairie | Vote  | %     |
| ------------------------------ | ----------------------------------------- | ------------------------ | ----- | ----- |
|                                | Équipe coalition Waterloo                 | Pascal Russell (Sortant) | 1 235 | 65,66 |
|                                | Équipe citoyenne Waterloo / Waterloo Team | Gaétan Arel              | 646   | 34,34 |
| Taux de participation : 57,0 % |                                           |                          |       |       |

| Partis | Partis                                    | Candidats conseiller #1 | Vote | %     |
| ------ | ----------------------------------------- | ----------------------- | ---- | ----- |
|        | Équipe citoyenne Waterloo / Waterloo Team | Roger Bernier           | 185  | 50,82 |
|        | Équipe coalition Waterloo                 | Yves L'Heureux          | 179  | 49,18 |

| Partis | Partis                                    | Candidats conseiller #2  | Vote | %     |
| ------ | ----------------------------------------- | ------------------------ | ---- | ----- |
|        | Équipe coalition Waterloo                 | Roger Bélanger (Sortant) | 236  | 64,84 |
|        | Équipe citoyenne Waterloo / Waterloo Team | Richard Morasse          | 128  | 35,16 |

| Partis | Partis                                    | Candidats conseiller #3     | Vote | %     |
| ------ | ----------------------------------------- | --------------------------- | ---- | ----- |
|        | Équipe coalition Waterloo                 | Lucie Fréchette (Sortante)  | 182  | 54,01 |
|        | Équipe citoyenne Waterloo / Waterloo Team | Francis Deslauriers-Roberge | 155  | 45,99 |

| Partis | Partis                                    | Candidats conseiller #4      | Vote | %     |
| ------ | ----------------------------------------- | ---------------------------- | ---- | ----- |
|        | Équipe citoyenne Waterloo / Waterloo Team | Paul-Éloi Dufresne (Sortant) | 128  | 51,20 |
|        | Équipe coalition Waterloo                 | Louise Côté                  | 122  | 48,80 |

| Partis | Partis                                    | Candidats conseiller #5    | Vote | %     |
| ------ | ----------------------------------------- | -------------------------- | ---- | ----- |
|        | Équipe coalition Waterloo                 | Denise Lauzière (Sortante) | 173  | 59,66 |
|        | Équipe citoyenne Waterloo / Waterloo Team | Lucie Marois               | 62   | 21,38 |
|        | Indépendant                               | André Rainville            | 55   | 18,97 |

| Partis | Partis                                    | Candidats conseiller #6 | Vote | %     |
| ------ | ----------------------------------------- | ----------------------- | ---- | ----- |
|        | Équipe coalition Waterloo                 | Ginette Moreau          | 122  | 45,52 |
|        | Équipe citoyenne Waterloo / Waterloo Team | Mario Rodrigue          | 87   | 32,46 |
|        | Indépendant                               | David Edwards           | 59   | 22,01 |